# 281569 Taea
281569 Taea è un asteroide della fascia principale. Scoperto nel 2008, presenta un'orbita caratterizzata da un semiasse maggiore pari a 2,3433230 au e da un'eccentricità di 0,2554637, inclinata di 3,47412° rispetto all'eclittica.